# 王姬 (宋襄公夫人)
王姬，姬姓，春秋时期东周的王姬（公主），周惠王的女儿，周襄王的姐姐。
宋襄公的原配夫人去世后，续娶周襄王的姐姐为夫人。宋襄公的孙子宋昭公在位时，对王姬不加礼遇。前619年（周襄王三十三年、鲁文公八年、宋昭公元年），王姬依靠戴氏的族人，杀了宋昭公的亲信孔叔（襄公的孙子）、公孙钟离和大司马公子卬。宋昭公的弟弟公子鲍对国人加以优礼，饥荒时，施舍粮食。为年纪在七十岁以上的老人送物品。结好六卿，周济公族。公子鲍长的美而且艳丽，嫡祖母宋襄公夫人想和他私通，公子鲍不愿意，襄公夫人就帮助他施舍。宋国人由于襄公夫人的关系而拥护公子鲍。襄公夫人准备乘宋昭公在孟诸打猎时杀死他，派人告诉司城荡意诸，让她离开宋昭公，荡意诸拒绝了。前611年（周匡王二年、鲁文公十六年、宋昭公九年）十一月二十二日，宋昭公准备去孟诸打猎，没有到达，王姬派帅甸进攻并杀死了昭公，荡意诸同时被杀。